# Шайтровщина
Шайтро́вщина — деревня в Бельском районе Тверской области. Входит в состав Кавельщинского сельского поселения. До 2006 года была центром Шайтровщинского сельского округа.
Находится в 8 километрах к юго-востоку от районного центра города Белый, на автодороге «Белый—Комары», деревня вытянута вдоль берега реки Нача.
Население по переписи 2002 года — 100 человек, 45 мужчины, 55 женщин.

## История
По данным 1859 года владельческая деревня Гридино (Шайторовщина, Шайтрищино) Бельского уезда, на Вяземском почтовом тракте, 8 вёрст от уездного города, при реке Наче, 8 дворов, 119 жителей. В середине XIX-начале XX века деревня Шайтровщина относилось к Егорьевской волости Бельского уезда Смоленской губернии. В 1900 году в деревне — 22 двора, 91 житель, в 1923 — 50 дворов, 239 жителей.
В 1940 деревня Шайтровщина в Головеньковском сельсовете Бельского района Смоленской области.
В годы Великой Отечественной войны, в ходе второй Ржевско-Сычевской операции, в районе деревни сражались воины 6-го сибирского добровольческого корпуса и 1-го механизированного корпуса. В селе братская могила воинов Красной Армии.
С 1957 года Головеньковский (с 1985 года — Шайтровщинский) сельсовет в Калининской области.
В 1997 году — 41 хозяйство, 119 жителей; администрация сельского округа, центральная усадьба СПК «Вперед», неполная средняя школа, детсад, дом досуга, библиотека, медпункт, отделение связи, магазин.

## Население
| 2008 | 2010 |
| ---- | ---- |
| 104  | ↘82  |

## Воинское захоронение
Количество захороненных: 1212, известных 1212, неизвестных 0. Первые захоронения произведены в феврале 1942 года. После освобождения района были проведены перезахоронения из одиночных могил, расположенных на территории Шайтровщинского сельского Совета. Памятник установлен в мае 1968 года.. В августе 2004 года открыт новый памятник в виде креста из мрамора.